# Margaret Wertheim

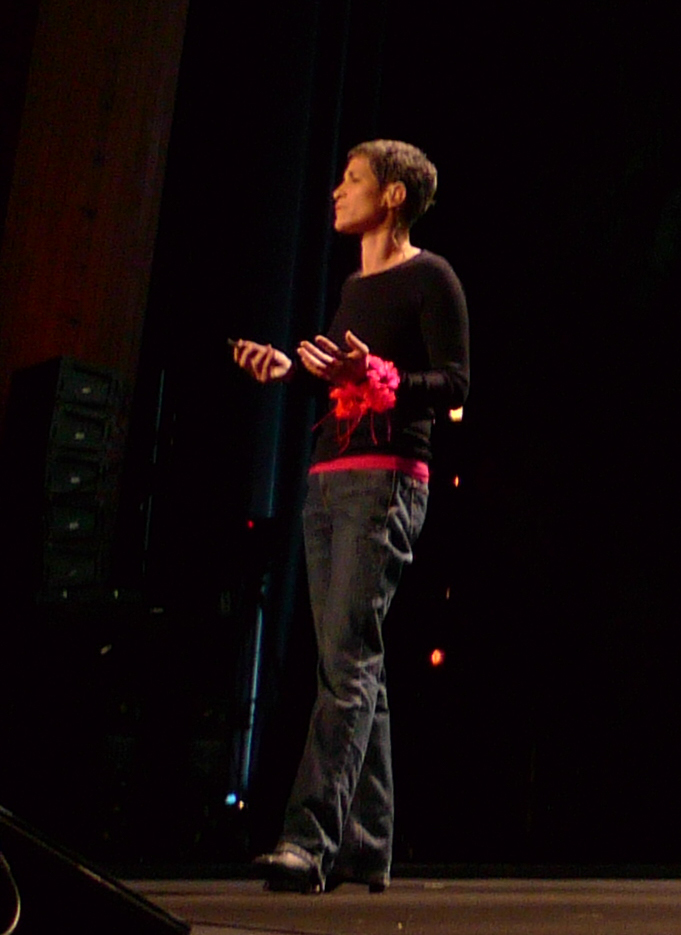
Margaret Wertheim bei der TED-Konferenz 2009

Margaret Wertheim (* 1958 in Brisbane, Australien) ist eine Wissenschaftsjournalistin und Autorin von Büchern über die Kulturgeschichte der Physik.

## Leben
In ihren Büchern beschreibt sie die Rolle der Theoretischen Physik in der Kulturlandschaft der modernen Gesellschaft. Im ersten Buch Pythagoras’ Trousers (Die Hosen des Pythagoras), befasst sie sich geschichtlich mit der Beziehung zwischen Physik und Religion. Im zweiten Buch, The Pearly Gates of Cyberspace (Die Perlmutt-Tore des Cyberspace) zeichnet sie die Geschichte der wissenschaftlichen Denkweise über den Raum von Dante bis zum Internet auf. Das dritte Buch in der Trilogie, Physics on the Fringe (Physik am Rande), betrachtet die idiosynkratische Welt von "Outsider Physikern", die wie Jim Carter mit keiner oder wenig wissenschaftlicher Ausbildung ihre eigenen alternativen Theorien des Universums aufstellen.
Als Journalistin veröffentlichte Wertheim in der New York Times und der Los Angeles Times sowie dem Magazin Cabinet. Von 2001 bis 2005 schrieb sie die wissenschaftliche Quark Soup Kolumne für LA Weekly. Im Jahr 2006 bekam sie den Journalismuspreis des American Institute of Biological Sciences und 2004 besuchte sie als Journalistin für die National Science Foundation die Antarktis. Ihre Arbeit wurde von Oliver Sacks als Teil von Best American Science Writing 2003 herausgegeben.

## Hyperbolisch gehäkeltes Korallenriff (Hyperbolic Crochet Coral Reef)

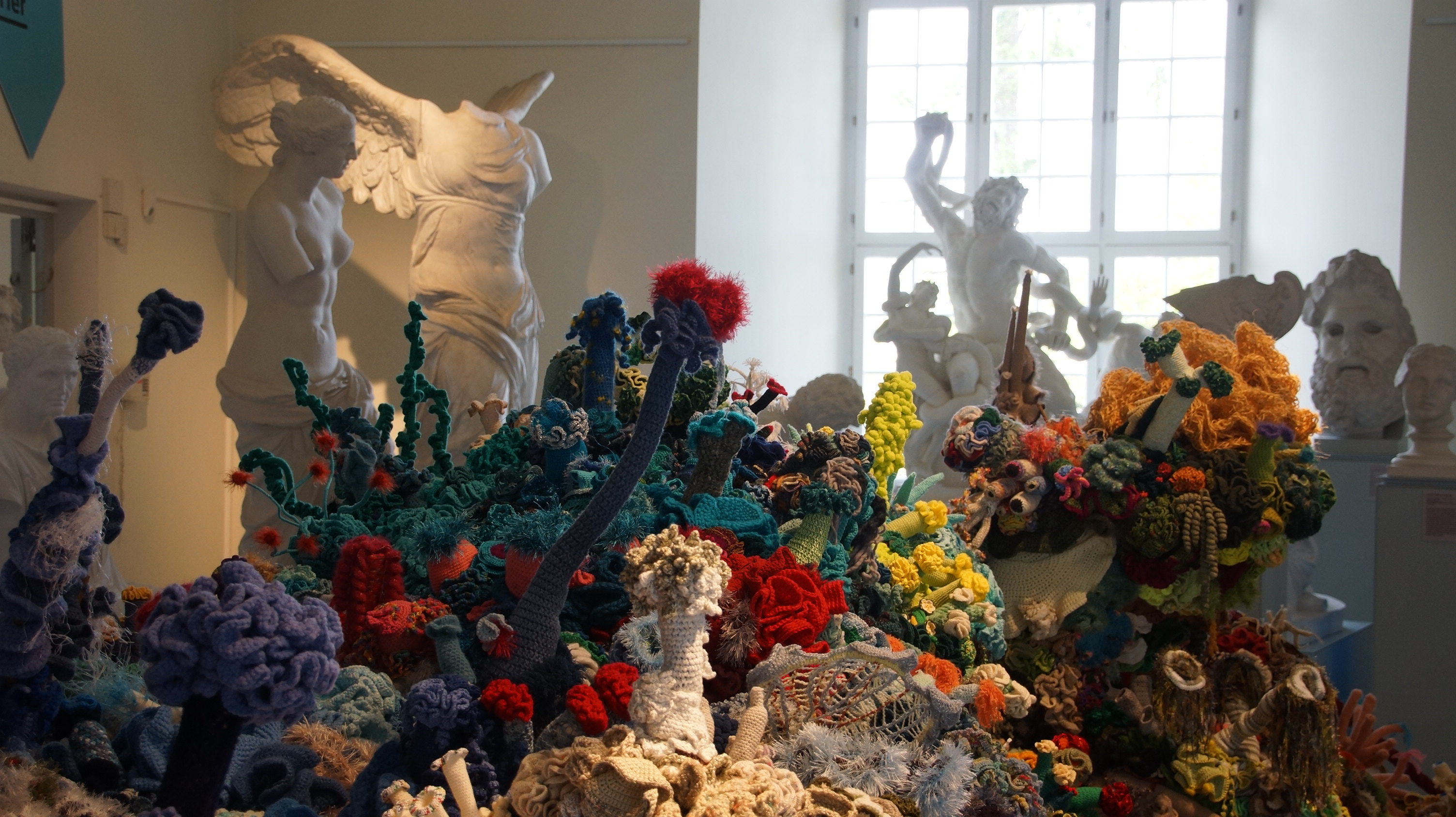
The Föhr Reef als Teil des Hyperbolic Crochet Coral Reef Projekts ausgestellt in Tübingen 2013

2003 gründeten die Zwillingsschwestern Margaret und Christine Wertheim in Los Angeles das Institute For Figuring, das das öffentliche Verständnis für die poetischen und ästhetischen Dimensionen von Wissenschaft und Mathematik fördert. Die Schwestern waren weltweit die Kuratorinnen von Ausstellungen zu wissenschaftlichen und mathematischen Themen in Kunstgalerien und Museen einschließlich des Santa Monica Museum of Art, des Art Center College of Design, des Machine Project, des Museum of Jurassic Technology, der Science Gallery im Trinity College in Dublin und des Smithsonian’s National Museum of Natural History in Washington, D.C. An dem Projekt des hyperbolisch gehäkelten Korallenriffs (Hyperbolic Crochet Coral Reef) nahmen mehr als 5000 Freiwillige unter anderem aus New York, London, Riga, Kapstadt und der deutschen Insel Föhr teil, indem sie Teile des Riffs für Ausstellungen gehäkelt haben. Bis 2011 haben mehr als drei Millionen Besucher diese Ausstellungen betrachtet. Das hyperbolisch gehäkelte Korallenriff ist eine Schnittmenge aus Mathematik, Wissenschaft, Handarbeit, Umweltschutz und Gemeinschaftsarbeit.

## Bücher
- Pythagoras’ Trousers: God, Physics, and the Gender Wars. 1995.
- The Pearly Gates of Cyberspace: A History of Space from Dante to the Internet. 1999. Dt.: Die Himmelstür zum Cyberspace: eine Geschichte des Raumes von Dante zum Internet. Ammann Verlag, Zürich 2000, ISBN 3-250-10417-5.
- A Field Guide to Hyperbolic Space: An Exploration of the Intersection of Higher Geometry and Feminine Handicraft. 2005. Dt.: Wegweiser durch den hyperbolischen Raum. Eine Erkundung der Schnittstelle von höherer Geometrie und weiblicher Handwerkskunst. Museum Kunst der Westküste, Alkersum/Föhr 2012, ISBN 978-3-942872-01-0
- A Field Guide to the Business Card Menger Sponge. 2006.
- Physics on the Fringe: Smoke Rings, Circlons and Alternative Theories of Everything. 2011.
- Margaret Wertheim, Christine Wertheim, Heather Davis, Kayleigh Perkov, Doug Harvey, Amita Deshpande, Cord Riechelmann: Margaret und Christine Wertheim: Wert und Wandel der Korallen (Ausstellungskatalog). Museum Frieder Burda, Baden Baden 2022, ISBN 978-3-86832-676-5.

## Ausstellungen
- Wert und Wandel der Korallen. Christine und Margaret Wertheim, Museum Frieder Burda, Baden-Baden (29. Januar – 26. Juni 2022)[3]